# Ситник Йосиф Степанович
Ситник Йосиф Степанович   — український політик, перший заступник голови Львівської обласної організації політичної партії Всеукраїнське об'єднання «Свобода», депутат VI скликання Львівської обласної ради.
Народився в селі Микити, Бродівського району, Львівської області.

## Освіта
Навчатися розпочав у Наквашанській середній школі Бродівського району в 1978 році де провчився до 5 класу. Продовжив навчання у Красненській середній школі № 1 Буського району Львівської області.
У 1991 році закінчив Кам'янець-Подільський економічний технікум отримавши диплом з відзнакою.
У 1995 році закінчив Тернопільську академію народного господарства (нині Західноукраїнський національний університет) отримавши диплом з відзнакою за спеціальністю «Адміністративний менеджмент».
Через п'ять років закінчив аспірантуру Інституту регіональних досліджень НАН України. У 2002 році захистив дисертацію кандидата економічних наук на тему: «Формування механізмів управління розвитком малого підприємництва». У 2008 році присвоєно вчене звання доцента.
У 2017 році закінчив докторантуру Національного університету «Львівська політехніка».
У 2018 році захистив дисертацію доктора економічних наук на тему: «Інтелектуалізація систем менеджменту промислових підприємств».

## Трудова діяльність
Професійну діяльність розпочав у 1995 році — стажистом-дослідником кафедри прогнозування та державного регулювання економіки Тернопільської академії народного господарства.
З січня 1996 року провідний спеціаліст Головного управління економіки Львівської обласної державної адміністрації.
З січня 1997 року начальник відділу Головного управління економіки Львівської ОДА.
З вересня 1997 року асистент кафедри Економіки підприємства та менеджменту Державного університету «Львівська політехніка».
З 2000 року секретар кафедри Менеджменту організацій.
З 2002 року ст. викл. кафедри Менеджменту організацій Національного університету «Львівська політехніка».
З березня 2005 року до 2008 року член секції «Менеджмент у виробничій сфері» Науково-методичної комісії з напрямку «Менеджмент» Міністерства освіти і науки України.
З вересня 2005 року заступник завідувача кафедри «Менеджменту організацій» з наукової роботи.
З 2011 року доцент кафедри менеджменту персоналу та адміністрування, заступник завідувача кафедри.
З 29 квітня 2014 року по 01 грудня 2014 року був першим заступником голови Львівської обласної державної адміністрації
З 2 грудня 2014 року докторант Інституту Економіки і менеджменту Національного університету «Львівська політехніка».
З 27 серпня 2018 року завідувач кафедри менеджменту персоналу та адміністрування Національного університету «Львівська політехніка».

## Політична діяльність
7 квітня 2013 року по другому виборчому округу переміг з результатом 72 % голосів на проміжних виборах до Львівської обласної ради. Став представником постійної комісії з питань бюджету, соціально-економічного розвитку та комунальної власності.
16 жовтня 2013 року на XXVII З'їзді Всеукраїнського об'єднання «Свобода» став міністром економіки тіньового Уряду національної альтернативи.
13 липня 2014 року на звітно-виборній конференція Львівської обласної організації ВО «Свобода» був обраний головою.
20 грудня 2014 року став першим заступником голови Львівської обласної організації Руслана Кошулинського та очолив фракцію ВО «Свобода» у Львівській обласній раді.

## Політична позиція
Противник угоди по сланцевому газу з компанією Chevron на Олеській площі, яка має значні корупційні та екологічні ризики.
Активно бореться за знищення рейдерсько-корупційних схем на Львівщині, за допомогою яких через механізм приватизації усували конкурентів та навмисно доводили великі державні підприємства до банкрутства.

## Громадська діяльність
Упродовж 2005—2013 років голова осередку Товариства «Просвіта» ім. Т. Шевченка в Інституті економіки і менеджменту НУ «Львівська політехніка».